# 조도초등학교 관매분교
조도초등학교 관매분교는 대한민국 전라남도 진도군 조도면 관매도리에 있었던 초등학교이다.

## 연혁
- 1937년 6월 3일 관매간이학교 설립인가
- 1937년 6월 12일 관매간이학교 개교
- 1943년 4월 6일 관매공립국민학교 개교
- 1948년 9월 1일 관매국민학교 개칭
- 1967년 12월 13일 관매국민학교 각흘분교 설립 인가
- 1968년 3월 1일 각흘분교장 개교
- 1983년 3월 9일 조도중학교 관매분교 개교 및 통합(관매국교·조도중관매분교 병설)
- 1984년 7월 2일 병설유치원 개원
- 1993년 5월 31일 각흘분교장 폐교 및 본교 통폐합
- 1996년 3월 1일 관매초등학교 개칭
- 2004년 8월 1일 병설유치원 폐원
- 2009년 9월 1일 조도초등학교 분교장 격하 편입, 조도중학교 관매분교장 폐교 및 조도중학교 통폐합
- 2012년 3월 1일 폐교 및 조도초등학교 통폐합